# Muret-le-Château
Muret-le-Château é uma comuna francesa na região administrativa de Occitânia, no departamento de Aveyron. Estende-se por uma área de 14,98 km². Em 2010 a comuna tinha 373 habitantes (densidade: 24,9 hab./km²).